# Dalslands kanal AB
Dalslands kanal AB är ett svenskt aktiebolag, som äger och driver Dalslands kanal, Töcksfors kanal och Snäcke kanal med tillhörande fastigheter och anläggningar. Företaget ägs till 86% av Stiftelsen för Dalslands kanals framtida bestånd och till resterande del av privatpersoner och företag. Stiftelsen bildades av Årjängs kommun i Värmland, samtliga kommuner i Dalsland, Vänersborgs kommun i Västergötland, Region Värmland och Västra Götalandsregionen.